# Lars Olof Stendahl
Lars Olof Stendahl (i riksdagen kallad Stendahl i Eldsberga),  född 5 oktober 1811 i Eldsberga socken, Hallands län, död 20 januari 1879 i Eldsberga, var en svensk präst och riksdagsman.

## Biografi
Stendahl, som var son till kyrkoherde Anders Stendahl, studerade teologi i Lund där han prästvigdes 1835. Han efterträdde sin far som kyrkoherde i Eldsberga 1842 och blev prost 1865. Under åren 1865–1867 var han riksdagsman som ledamot av andra kammaren. Stendahl var ledamot i landsting, aktiv inom skarpskytteväsendet och även kommunalt engagerad. Han var en intresserad lantbrukare. 
Han var gift med Sara Sofia Hammar, född 1827 på Heagård i Söndrum, död 1915. Hon var för övrigt brorsdotter till Stjernarps dåvarande ägare Andreas Jöransson Hammar som hade patronatsrätt över Tönnersjö och Eldsberga kyrkor. Makarnas son riksdagsmannen Lars Stendahl blev farfar till biskop Krister Stendahl. Sonen Magnus Stendahl blev överste. Dottern Maria var gift med godsägaren Emil Lüders och de blev föräldrar till prosten Simon Lüders. Dottern Ulrika gifte sig med hovfotografen Alfred Dahlgren.